# بيندوسارا
بندوسارا (بالسنسكريتية: बिन्दुसार) (320 ق.م – 273 ق.م)، هو ثاني أباطرة سلالة الماوريين في مملكة ماجادها في الهند القديمة، حكم تقريبًا بين عامي 297 و273 قبل الميلاد. أطلق عليه الكُتّاب اليونانيون والرومانيون القدماء اسم "أميتروتشاتيس"، وهو اسم يُعتقد أنه مُشتق من لقبه السنسكريتي أميترا غاتا، ويعني "قاتل الأعداء".
كان بندوسارا ابن تشاندراغوبتا، مؤسس السلالة، ووالد الإمبراطور الأشهر في هذه السلالة، أشوكا. لا تحظى حياة بندوسارا بوثائق تاريخية موثوقة مثلما هو الحال مع والده وابنه، ومعظم ما يُعرف عنه مستند إلى روايات أسطورية كُتبت بعد وفاته بعدة قرون. وقد قام بندوسارا بتوطيد دعائم الإمبراطورية التي أنشأها والده.
ينسب المؤلف البوذي التبتي من القرن السادس عشر، تاراناثا، إلى إدارة بندوسارا تحقيق فتوحات إقليمية واسعة في جنوب الهند، إلا أن بعض المؤرخين يشككون في مدى صحة هذه المزاعم من الناحية التاريخية.

## الحياة والحكم
تولى بيندوسارا العرش بعد تنازل والده تشاندرا غوبتا حوالي سنة 297 ق.م، وامتد حكمه حتى وفاته في حوالي سنة 273 ق.م. وبالرغم من أن المصادر التاريخية عنه قليلة ومبعثرة، يُعتقد أنه عزّز ما أنجزه والده من توحيد الأراضي الهندية تحت سلطة مركزية قوية.
سماه المؤرخون اليونانيون والرومان القدماء بـ "أميتروخاتيس"، وهو تشويه محتمل للقبه السنسكريتي "أميترا-غاتا" الذي يعني "قاتل الأعداء".